# Juttejutsu
Art du maniement du jutte (jutte est le nom de l'arme, jutsu signifie technique), le juttejutsu n'est pas un art martial en soi, c'est seulement l'ensemble des techniques liées à l'utilisation du jutte.